# Otoblastus luteator
Otoblastus luteator là một loài tò vò trong họ Ichneumonidae.